# ヒメイカ属
ヒメイカ属 Idiosepius は、イカの分類群の1つ。ごく小型の種のみからなり、イカを含む頭足類で最小とされる。

## 特徴
小型のイカで、外套膜は円筒形をしており、鰭は小さな耳型を呈する。外套膜の背面後方に粘着装置を持つ。軟甲は退化的。腕の吸盤は2列で、雄では第IV腕の両方が変形する。

## 分布など
もっとも小さなイカの群であり頭足類全体で見ても最も小さく、大きいものでも3cm程度しかない。世界に7種があり、西太平洋からインド洋にかけて分布するが、大西洋からは知られていない。日本にはヒメイカが分布し、これはこの類でもっとも北に生息するものである。

## 分類
従来はコウイカ目、ないしダンゴイカ目に含めたが、奥谷(2015)ではこの属単独でヒメイカ科、ヒメイカ目としている。現在知られている種は以下の通り。ただし、奥谷(2015)はシャムヒメイカとアフリカヒメイカをおそらく同種であろうと述べている。
- Idiosepius biserialis アフリカヒメイカ
- Idiosepius macrocheir テビロヒメイカ
- Idiosepius minimus
- Idiosepius notoides, southern pygmy squid ミナミヒメイカ
- Idiosepius paradoxus, northern pygmy squid ヒメイカ
- Idiosepius picteti
- Idiosepius pygmaeus, two-toned pygmy squid ホンヒメイカ
- Idiosepius thailandicus シャムヒメイカ

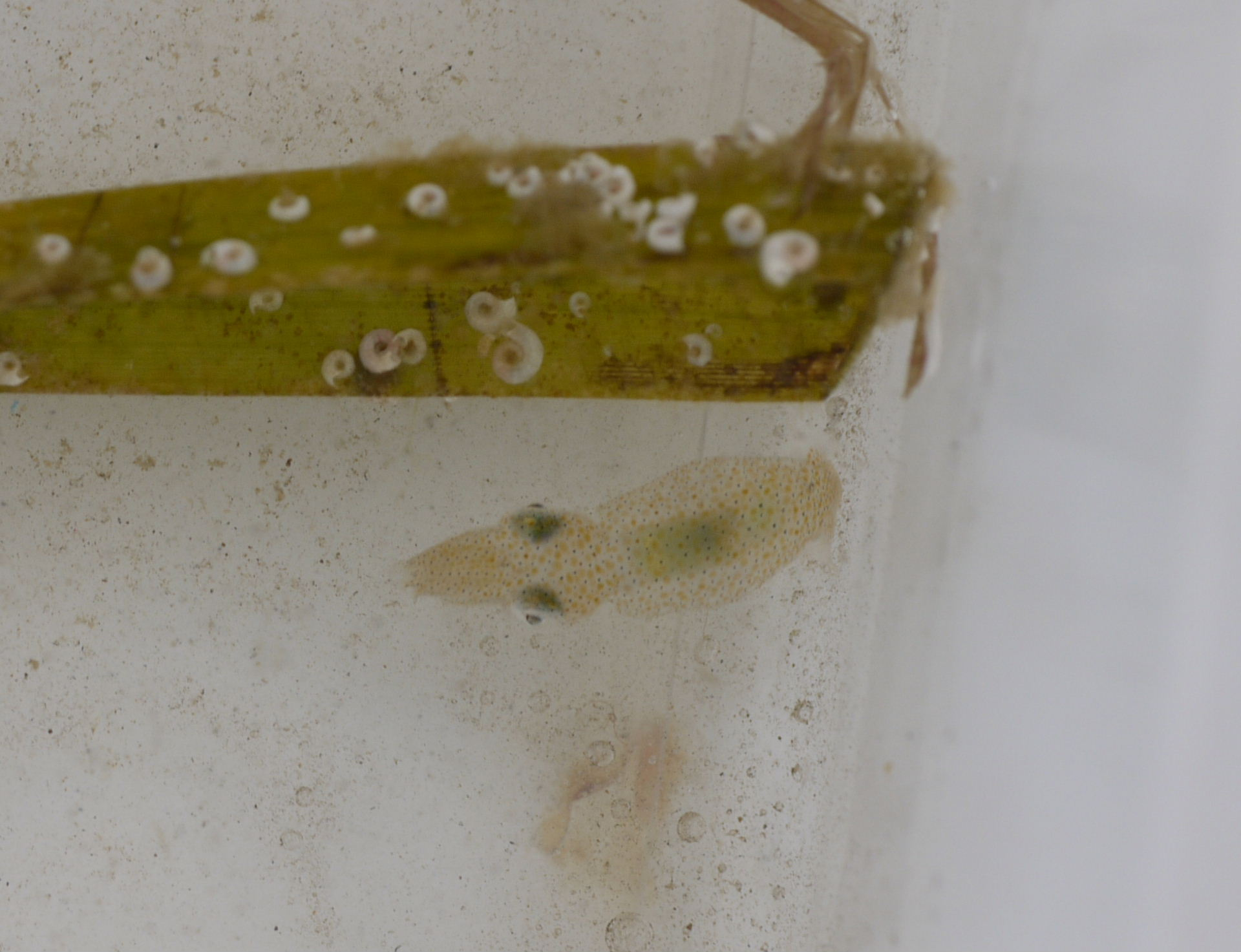
ヒメイカ 上はアマモの葉
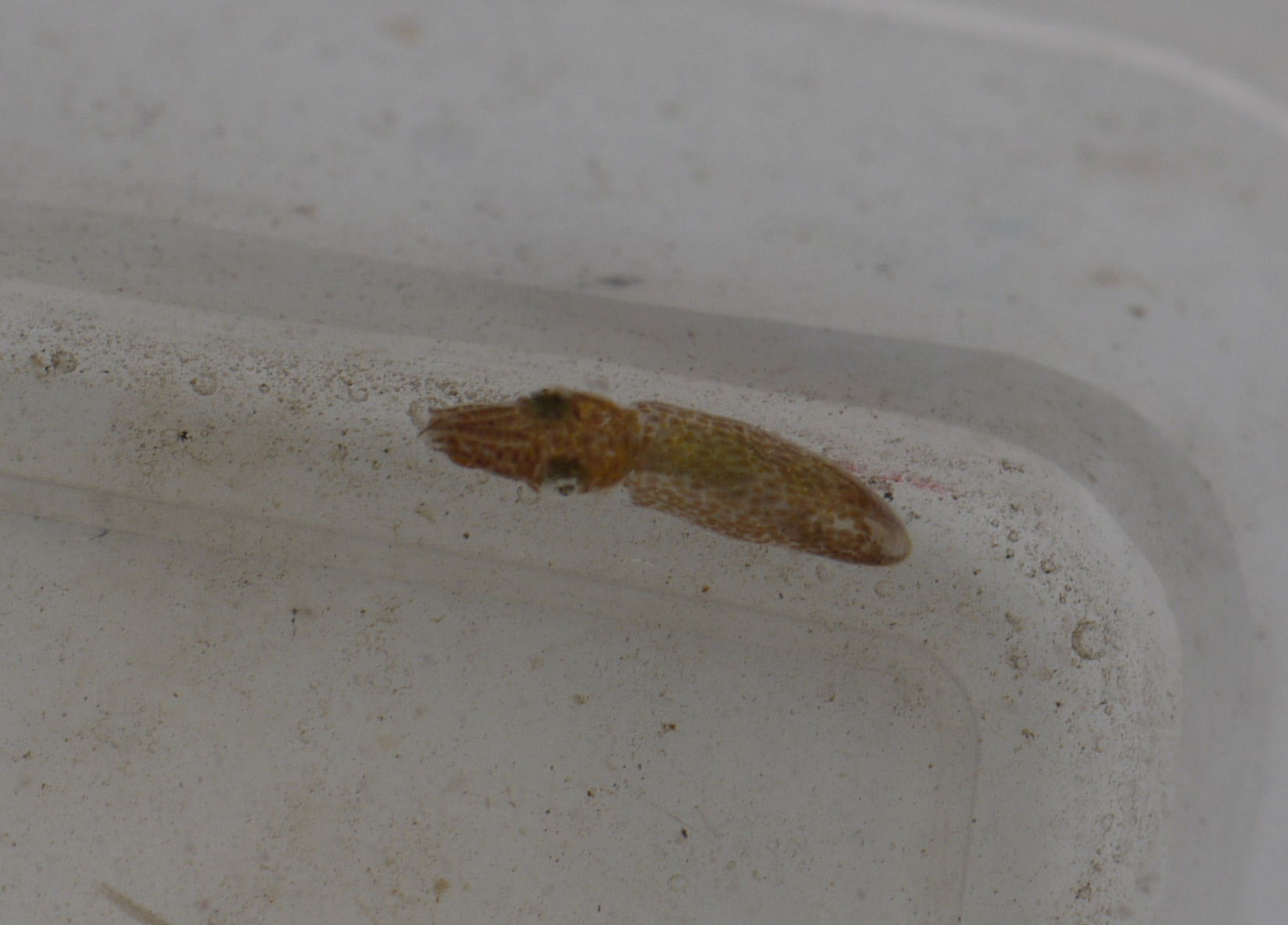
同・濃い褐色に変色した状態
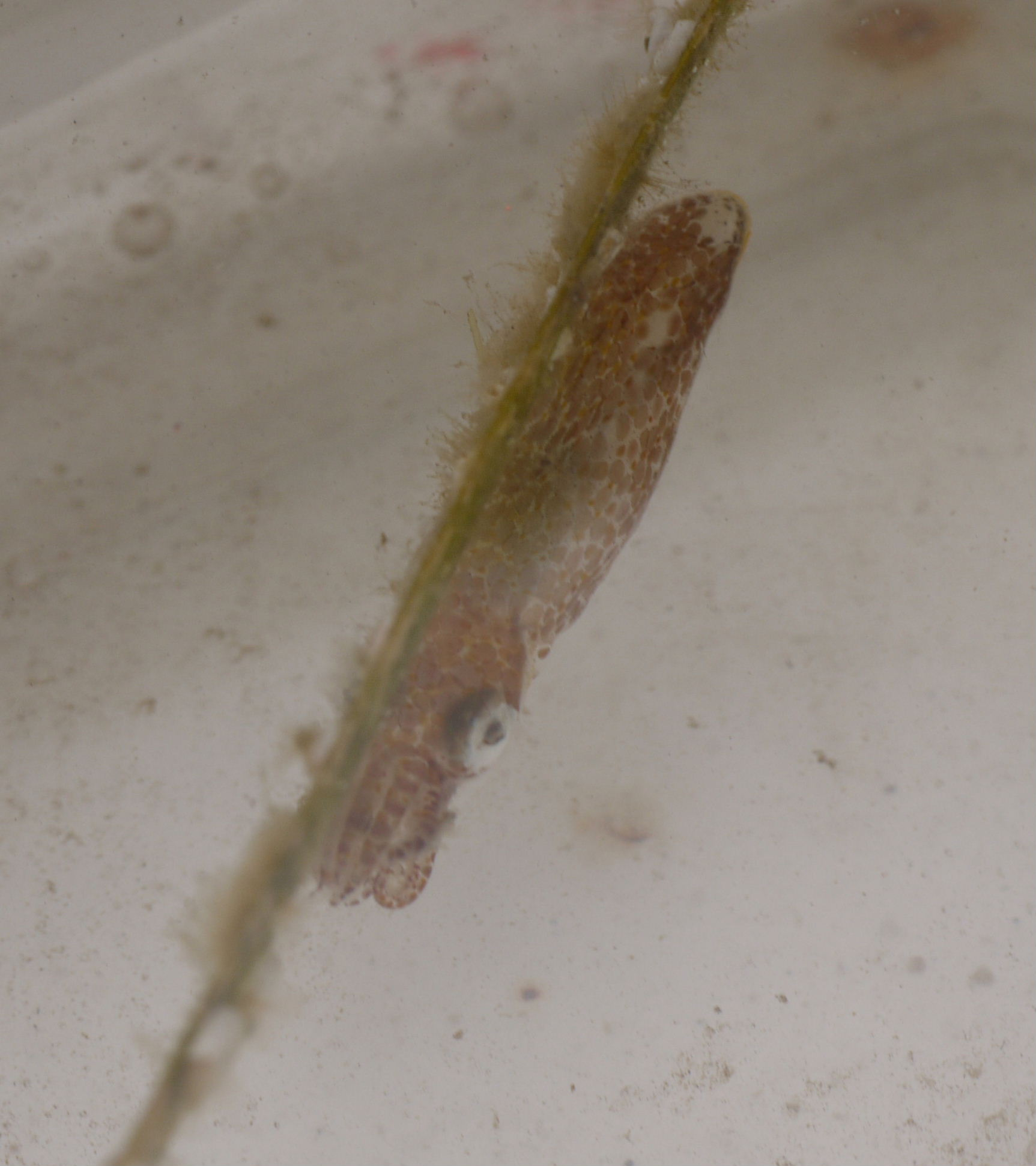
吸着装置でアマモに付着